# Psitteuteles iris
Psitteuteles iris là một loài chim trong họ Psittacidae.